# Głównica
Głównica (Głownica) – rzeka w północnej Polsce, uchodząca do Morza Bałtyckiego z Wybrzeża Słowińskiego, w Jarosławcu. Rzeka odbiera wody z jeziora Wicko i polderu „Głównica”, w którym płynie Główny Rów.
W 2008 r. przeprowadzono badania jakości wód Głównicy w punkcie ujścia do morza. W ich wyniku oceniono elementy fizykochemiczne poniżej stanu dobrego, elementy biologiczne określono na IV klasy, a stan ekologiczny na słaby. W ogólnej dwustopniowej ocenie stwierdzono zły stan wód Głównicy.
Do 1945 r. poprzednią niemiecką nazwą cieku było Glawnitz. W 1953 r. wprowadzono urzędowo polską nazwę Głownica.